# José Campero de Sorredevilla
José Campero de Sorredevilla fue un militar (maestre de campo) y funcionario real al servicio de Felipe IV de España, que sirvió a la corona española en la sublevación de Cataluña (1640) y en la conspiración independentista en Andalucía (1641). Fue nombrado visitador en la Nueva España. El virrey Francisco Fernández de la Cueva lo designó gobernador interino y capitán general de Yucatán en 1657 aunque no tomó posesión de su cargo sino hasta 1660.

## Datos históricos
Durante su administración puso en vigor la cédula real sobre un provisión de la encomiendas, en el sentido de que los ingresos de estas fueran captados por el tesoro real al segundo año de quedar vacantes. Esta medida, como cualquier otra que afectara los intereses de los criollos que vivían en la provincia no fue muy popular.
José Campero tuvo que enfrentar a los filibusteros ingleses que venían asolando los litorales de la península de Yucatán} y que muy al principio de su administración atacaron a dos barcos anclados en la bahía de San Francisco de Campeche, quemándolos. Expidió órdenes severas prohibiendo la navegación de barcos que no estuvieran proveídos de las artes de guerra necesarias para la época de agresión que se estaban viviendo, pero no pudo en su corto periodo resolver la situación de penuria en que estaban las defensas de los puertos de la península, particularmente aquellos de la costa oriental, que padecían constantemente el acoso de los piratas.
La provincia sufrió en estos años de los efectos de una nueva plaga de langosta que diezmó las reservas alimentarias de la región, toda vez que destruyó las cosechas de maíz y otros alimentos básicos para la población. Pero la peor catástrofe sufrida en los dos años que duró la gestión de Campero fue la de otro brote de fiebre amarilla que hizo recordar los terribles estragos sufridos años antes, en 1648, cuando la población de Yucatán sufrió la presencia de la mortal plaga americana. En esta nueva ocasión el mal cobró también la vida del gobernador, ya que José Campero falleció como consecuencia del vómito negro el 29 de diciembre de 1662.